# Регу, Жилберту
Жилбе́рту де Алме́йда Ре́гу (порт.-браз. Gilberto Arminio de Almeida Rêgo; 28 ноября 1895, Sant'Ana do Livramento, Ри́у-Гра́нди-ду-Сул, Бразилия — 4 марта 1970, Рио-де-Жанейро, Бразилия) — бразильский футбольный арбитр. Обслуживал матчи первого чемпионата мира. Он также являлся членом технической комиссии (Comissão Técnica) сборной Бразилии на первом чемпионате мира.
На чемпионате мира 1930 года Регу ошибочно считают самым старшим представителем судейского корпуса. Во время турнира ему было 34 года. За время турнира Регу провёл три встречи, и практически в каждой его судейство вызвало серьёзные нарекания и недовольство игроков. Так, в матче сборных Франции и Аргентины Регу дал свисток об окончании матча, когда ещё оставалось играть 6 минут. При этом свисток прервал опасную атаку французов с выходом на аргентинские ворота, в которой они могли сравнять счёт. После бурных протестов французов игра была возобновлена, но атакующий порыв был сбит, и отыграться им так и не удалось.
Будучи назначенным на полуфинальный матч турнира с участием хозяев турнира уругвайцев и командой Югославии, в процессе игры Регу всячески подсуживал уругвайской команде. Не засчитав чистый гол югославов и засчитав два уругвайских гола, забитых с нарушением правил (во втором случае мяч, ушедший в аут, в игру вернул стоявший за югославскими воротами полицейский), Регу позволил хозяевам легко победить 6:1 и выйти в финал турнира. Считается, что его предвзятое отношение к югославам было продиктовано их победой над сборной его родной страны на предыдущей стадии турнира.
В составе сборной Бразилии на первом чемпионате мира был родной брат Жилбе́рту де Алме́йда Ре́гу Алфредо де Алмейда Рего или Дока (1905 -- 1988). Но он не был включен в официальную заявку из 22 футболистов.
Жилберто де Алмейда Рего, его брат Альфредо де Алмейда Рего и их другой брат Ари де Алмейда Рего играли в баскетбольной команде Сан-Кристован. И два года подряд братья становились чемпионами Кариока по баскетболу, в 1929 и 1930 годах.